# Sinatra (film)
Pour les articles homonymes, voir Sinatra.
Pour plus de détails, voir Fiche technique et Distribution.
Sinatra est un film espagnol réalisé par Francesc Betriu, sorti en 1988.

## Synopsis
À Barcelone, un homme gagne sa vie comme imitateur de Frank Sinatra dans un club.

## Fiche technique
- Titre : Sinatra
- Réalisation : Francesc Betriu
- Scénario : Francesc Betriu et Raúl Núñez
- Photographie : Carlos Suárez
- Montage : Teresa Alcocer
- Société de production : Ideas y Producciones Cinematográficas
- Pays :  Espagne
- Genre : Comédie dramatique
- Durée : 112 minutes
- Dates de sortie : 
  -  Espagne : 13 mai 1988

## Distribution
- Alfredo Landa : Sinatra
- Ana Obregón : Isabel
- Maribel Verdú : Natalia
- Mercedes Sampietro : la femme de Sinatra
- Manuel Alexandre : Manolo
- Julia Martínez : Mme. Hortensia
- Luis Ciges : Lagarto
- Queta Claver : Clementina
- Carlos Lucena : Camacho
- Víctor Pi : Juan Cuevas Heredia
- Antonio Suárez : Rosita
- Pilar Rebollar : Begoña
- Juan Torres : Pepe
- Lloll Bertran[1]

## Distinctions
Le film a été nommé au prix Goya du meilleur acteur pour Alfredo Landa.